# Академік з Асканії
«Академік з Асканії» (рос. «Академик из Аскании») — російський радянський художній фільм 1961 року режисера Володимира Герасимова.

## Сюжет
20-і роки. До наукових досліджень ученого Іванова підключаються чекісти...

## У ролях
- Сергій Яковлєв
- Любов Соколова
- Георгій Юматов
- Олег Єфремов
- Павло Массальський
- Олексій Алексєєв
- Людмила Карауш
- Володимир Гуляєв
- Андрій Тутишкін
- Муза Крепкогорська
- Микола Погодін
- Володимир Ліппарт

## Творча група
- Сценарій: Вікторія Казанська
- Режисер: Володимир Герасимов
- Оператор: Галина Пишкову
- Композитор: Реваз Габічвадзе